# Chris Nurse
Chris Nurse est un footballeur international guyanien né le 7 mai 1984 à Croydon en Angleterre. Il évolue au poste de milieu de terrain avec le Sutton United et la sélection guyanienne.
Son frère Jon est également footballeur professionnel et international barbadien.

## Biographie
Il a été sélectionné à plusieurs reprises en sélection nationale de Guyana.

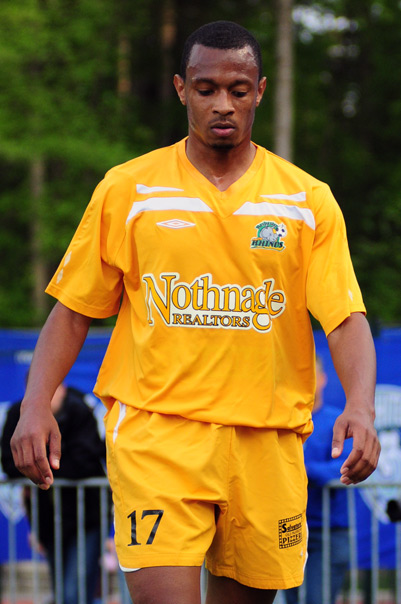
Chris Nurse sous le maillot de Rochester Rhinos

## Carrière
- 2004 : Sutton United  Conference South
- 2004–2005 : Stevenage Borough  Conference National
- 2005 : Aldershot Town  Conference National
- 2005-2006 : Moor Green  Conference North
- 2006-2007 : Hinckley United  Conference North
- 2007–2008 : Tamworth FC  Conference North
- 2008 : Welling United  Conference South
- 2008-2009 : Halesowen Town  Southern Football League Premier Division
- 2009 : Tamworth FC  Conference North
- 2009 : Rochester Rhinos  Première division de la USL
- 2009-2010 : AFC Telford United  Conference North
- 2010 :  Puerto Rico Islanders
- 2011 :  Railhawks de la Caroline
- 2012 :  Puerto Rico Islanders
- 2013 :  FC Edmonton
- 2014 :  Strikers de Fort Lauderdale (2011)
- 2015 :  Railhawks de la Caroline[1],[2]